# はんだごて

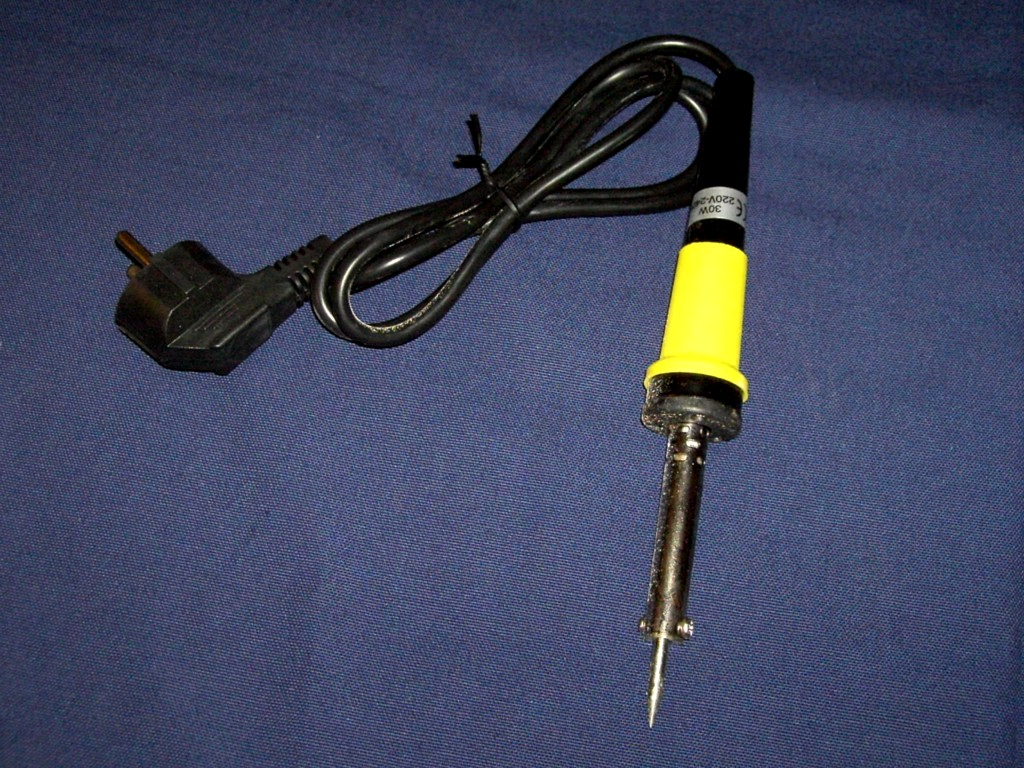
はんだごての一例

はんだごて（半田ごて、半田鏝）とは、はんだ付けにおいて、はんだおよび接合部分を加熱するために用いる工具。
ニクロム線ヒーターやセラミックヒーターを用いた電熱式の製品が大半であるが、電源の無い所でも使用できるように、電池式のものや、ガスを燃焼させる製品もある。
1920年代に電気式のこてが普及する以前は、ブリキやトタンをはんだ付けするために銅製のこてを炭火やバーナーで熱して使用する方法が主流であった。21世紀の現在でも工芸用に使用されている。

## 種類
- AC電源式

安価なニクロムヒーター（ニクロム線）と、高価だが発熱が3倍ほど速いセラミックヒーター（タングステン）の2種類がある。上位製品には温度調節機能がある。ニクロムヒーターは目標温度に達しても消費電力はたいして変化しないが、セラミックヒーターは温度が上がるにつれ消費電力が急激に下がる性質がある。
- 電池式

主にセラミックヒーターが使用されている。コードレス。電池の品質や残量に影響されやすい。発熱は速いものの、一般的にAC電源式より最大温度が低く、こて先が細くて熱容量が少ない傾向にある（USB給電タイプも同特性）。
- ガス式

プラチナ触媒が使用されている。コードレス。外気温や使用ガスの種類に影響されやすい。ガス放出量をコントロールして温度調節できる。ガス放出音があり、触媒から熱風が出る。

AC電源式のものは、一般的に消費電力が約10 ワット (W) から500 W程度である。LSIなどの精密電子部品用には10 - 20 W程度のものを、電気配線用としては30 - 60 W程度、それ以上は主に金属工芸や板金加工に用いられる。熱により電子部品を傷めないよう温度調整機能が付いたものもある。また、漏洩電流（漏電）や静電気による電子部品の破壊を防ぐため、電源からの絶縁が特に考慮されていたり、接地線を設けたりしたものがある。
- 炭素棒式

炭素棒に高電流を流して加熱する。
- 超音波はんだごて

超音波振動子をこて内に備える事により対象の金属の酸化皮膜を除去する事ができるため、酸化皮膜のできやすいアルミニウムにも半田付けができる。また、金属のみならず、ガラスや太陽電池のような素材にも半田付けができる。

## こて先
こて先に使用されている材料
- 銅

安価である。耐食性が低く、定期的なヤスリ掛けが必要。
- 真鍮（黄銅）

ごく一部の製品に使用されている。亜鉛の割合によって異なるが、一般的に銅より熱伝導率が低く、耐食性も大差がない。
- 銅芯 + ニッケルめっき

銅より熱伝導率が低いが、耐食性が高い。
- 銅芯 + 鉄めっき

ニッケルめっきより少し熱伝導率が悪く高価だが、耐食性が高い。こて先の側面にもクロムめっきやアルミ溶射を行っている事が多い。白光や太洋電機産業は、耐久性が銅こて先の10 - 20倍と称している。
こて先の形状
ペン型、ナイフ形、先曲がり型、ICを覆ってしまう形状など、さまざまである。

電気配線用のこて先は、プリント基板などの微小な接合部分に合わせて先端を細く作られたものが多い。
大型のはんだごての先端（こて先）は安価な銅製が多く、電気配線用のはんだごての先端は耐蝕性のめっきを施されたものが多い。銅製のこて先が酸化やはんだ中に含まれる錫との反応によって腐食した場合、はんだとなじみが悪くなり対象物への接触性も失われ十分な加熱ができなくなるため、やすりで削り先端を再度整形し機能を回復させる。耐蝕性のこて先が汚れた場合は、こてを加熱した状態にして、水で湿らせた専用のクリーニングスポンジまたはクリーニングワイヤーにこすりつけ、酸化したハンダやヤニを取り除く。耐蝕性のあるこて先をやすりがけすると表面加工が失われてしまうため、好ましくない。
また、「家庭用」と称するはんだごては安価な銅製のこて先が多い。
なお、かつての炭火中で熱する銅製鏝は、炭火の還元雰囲気によって表面の酸化皮膜が取り除かれ、良好な表面を保つことができた。

## こて台

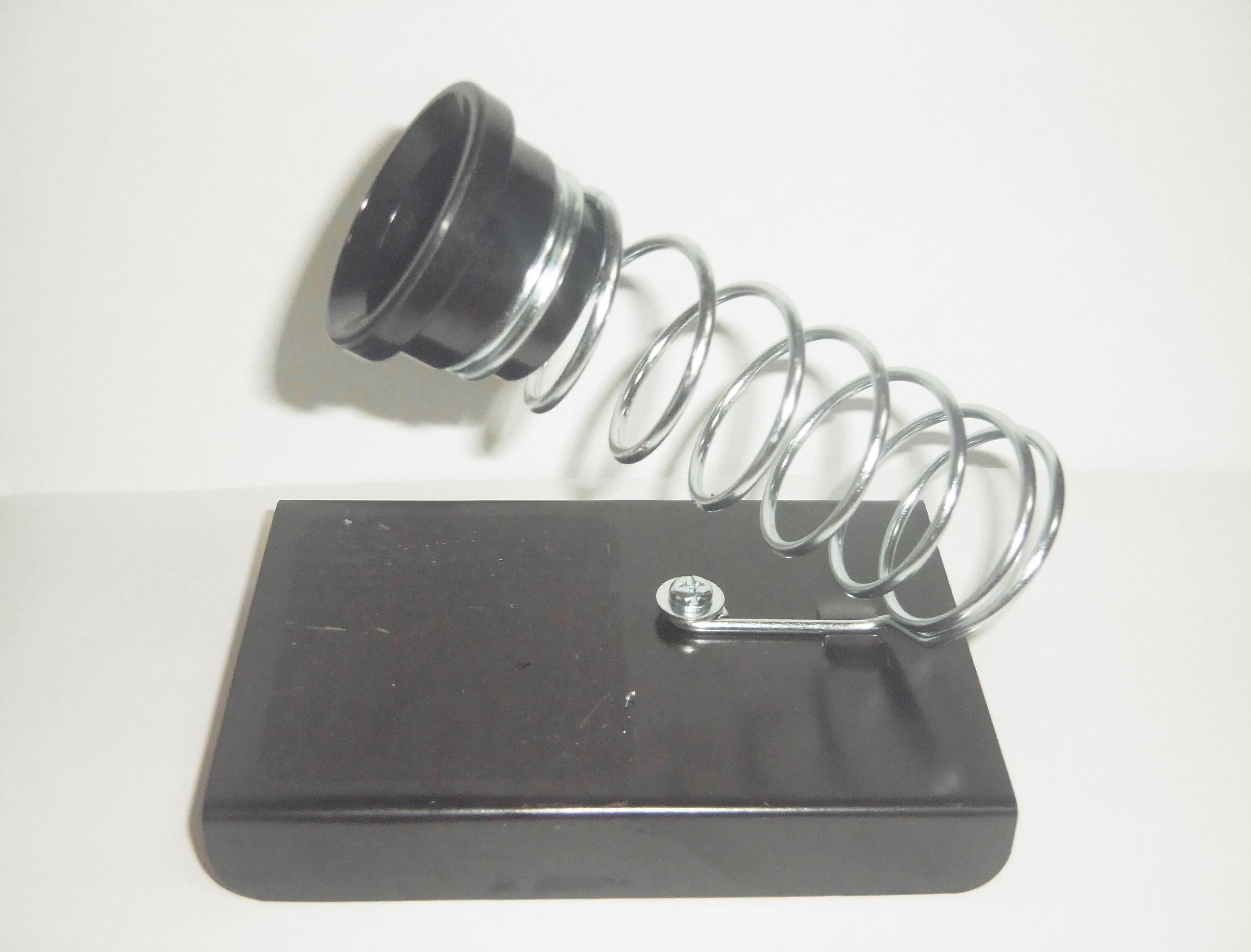
こて台の一例

はんだごては、しばしばはんだごてを乗せるこて台とともに使用される。ワイヤーを使った簡素で携帯性に優れた物から、大型で安定性のある据え置き型まで様々である。クリーニング用スポンジが付属しているものが多い。
はんだごてを保持する部分は耐熱樹脂とステンレスなどの金属が用いられる。こての過熱を抑制するヒートシンクとして機能する。

## 持ち方

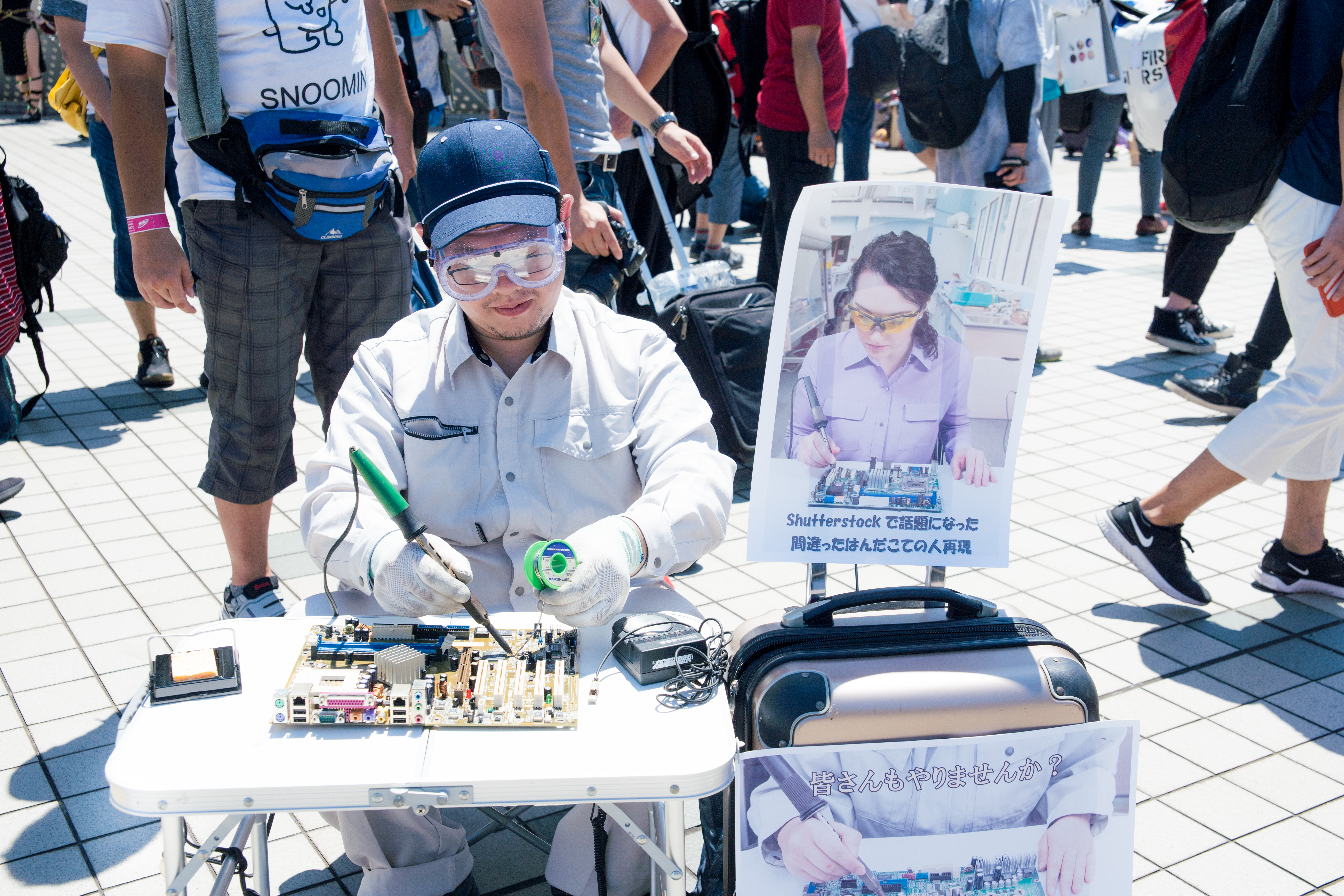
誤った持ち方

はんだごては金属部分がヒーターで摂氏200℃以上に熱せられるため、誤って手などに触れると火傷をする。このため、はんだ付け中は必ず柄の部分を持つ。
一方、画像素材サイトのShutterstockで金属部分を持ってはんだ付けを行うという、明らかに間違った画像が掲載されている事が2018年に話題になった。